# Jesús Moraza Ruiz de Azúa
Dom Frei Jesús Moraza Ruiz de Azúa, O.A.R. (Araya, Espanha, 27 de março de 1945) é um bispo católico espanhol, prelado emérito da Prelazia de Lábrea, Amazonas.

## Biografia
Estudou em Lodosa (1956-1959) e Fuenterabía (1959-1964). Vestiu o hábito recoleto em Monteagudo, em 5 de setembro de 1964 e ali professou no ano seguinte. Estudou teologia no Convento de Marcilla, onde foi ordenado sacerdote em 6 de julho de 1969, por Dom Francisco Javier Ochoa. Pe. Jesús chegou como missionário à Prelazia de Lábrea em 21 de agosto de 1970. Primeiro trabalhou em Tapauá (1970-1975) e depois em Lábrea, tanto na sede paroquial quanto ajudando as paróquias de Pauini (1979) e Tapauá (1980), ou ainda na equipe que visitava as comunidades espalhadas pelos rios e igarapés da Prelazia. Foi também vigário geral da Prelazia, coordenador da pastoral (1983) e delegado provincial dos religiosos.
Permaneceu na prelazia até ir estudar no Instituto Leão XIII, de Madri (1989-1990) e depois trabalhou na nova paróquia de Getave (1990-1994), onde também atuou como professor em um de seus institutos, até receber a nomeação episcopal, em 12 de janeiro de 1994.
Recebeu a ordenação episcopal em 19 de março de 1994, através do Arcebispo Mario Tagliaferri, Núncio apostólico na Espanha. Os co-consagradores foram os bispos Florentino Zabalza Iturri, O.A.R., e Francisco José Pérez y Fernández-Golfin.
Dom Jesús foi principal co-consagrador de:
- Joaquín Pertíñez Fernández, O.A.R. (1999);
- Mário Pasqualotto, P.I.M.E. (1999);
- Jesús María Cizaurre Berdonces, O.A.R. (2000);
- Santiago Sánchez Sebastián, O.A.R. (2016).